# Męstwo
Męstwo – cnota moralna, która polega na umiejętności podjęcia dobrej decyzji mimo niesprzyjających uwarunkowań, zarówno wewnętrznych, jak i zewnętrznych. Cnota męstwa czyni zdolnym do stawienia czoła próbom i narażenia się na nieprzyjemne konsekwencje, w imię wyższych wartości.
Można wyróżnić męstwo fizyczne, uzdalniające do stawienia czoła cierpieniu czy niebezpieczeństwa śmierci, a także męstwo moralne, którym można wykazać się wobec możliwości hańby, zgorszenia czy zniewag.
Męstwo jest jedną z czterech cnót kardynalnych w chrześcijaństwie. O jej potrzebie mówili już starożytni filozofowie.

## Odwaga cywilna
Odwaga cywilna to postawa, która polega na występowaniu w obronie swoich racji, nawet jeżeli wiąże się to z wysokimi sankcjami i kosztami społecznymi.

## Ikonografia
Nie była przedstawiana alegorycznie w starożytności i jej ikonografia ukształtowała się w średniowieczu i wczesnej nowożytności.
Jej atrybutami były zbroja, miecz, tarcza. W nowożytności pojawiły się kolejne atrybuty: diament, kolumna lub pęknięta kolumna (wiązane z Samsonem) czy pałka i lwia skóra (wiązane z Herkulesem).
Jej zwierzęcym symbolem jest lew. Bywa też przedstawiana jako rozwierająca mu paszczę.
Bywa przedstawiana jako wojownik (jako kobieta, bywa stylizowana na Minerwę). Postaciami wiązanymi z cnotą byli Samson, Lucius Siccius Dentatus, Leonidas I, Horacjusz Kokles.